# Pietro Salvatico
Pietro Salvatico (Piacenza, 5 marzo 1806 – Piacenza, 30 settembre 1879) è stato un politico italiano.
Fu nominato senatore del Regno di Sardegna con decreto del 18 marzo 1860.